# Sex and the City 2
Série Sex and the City
Sex and the City, le film
(2008) And Just Like That...
(2021)
Pour plus de détails, voir Fiche technique et Distribution.
Sex and the City 2, ou Sexe à New York 2 au Québec, est une comédie romantique américaine réalisé par Michael Patrick King, sorti en 2010.

## Synopsis
Sex and the City 2 est la suite chronologique des aventures des quatre amies new-yorkaises. Tout se déroule deux ans après le mariage de Carrie et de John James Preston, dans un nouvel appartement et avec de nouvelles règles de vie en couple. L'ami homosexuel des filles Stanford Blatch épouse (dans un État américain qui l'autorise) le séduisant Anthony Marantino dans un cadre fantastique et totalement imaginé par Stanford. Cette cérémonie tout en glamour et décadence met en exergue la lutte perpétuelle de Samantha pour rester jeune, ainsi que les inquiétudes et le stress d'une Charlotte dépassée par ses enfants et ayant peur de la concurrence de sa nourrice irlandaise ne portant pas de soutien-gorge.
L'appel de Smith Jerrod, amant de Samantha à la fin de la série et au cours du premier volet filmographique, lui permet de faire la rencontre d'un milliardaire d'Abu Dhabi, au Moyen-Orient. Il l'invite dans son hôtel pour qu'elle puisse en faire la promotion et Samantha pose une condition : que ses amies puissent venir avec elle.

## Fiche technique
- Titre original et français : Sex and the City 2
- Titre québécois : Sexe à New York 2
- Réalisation : Michael Patrick King
- Scénario : Michael Patrick King, d'après les personnages du livre de Candace Bushnell, d'après le créateur de séries télévisées Darren Star
- Musique : Aaron Zigman
- Direction artistique : Miguel López-Castillo et Marco Trentini
- Décors : Jeremy Conway
- Costumes : Patricia Field, Jacqueline Demeterio, Jessica Replansky, Molly Rogers et Danny Santiago
- Photographie : John Thomas
- Son : Ryan Davis, Michael Keller, John Ross
- Montage : Michael Berenbaum
- Production : Michael Patrick King, Sarah Jessica Parker, Darren Star et John P. Melfi
  - Production exécutive (Maroc) : Zakaria Alaoui
  - Production déléguée : Toby Emmerich, Richard Brener et Marcus Viscidi
  - Production associée : Tiffany Hayzlett Parker et Melinda Relyea

Coproduction : Eric M. Cyphers
- Sociétés de production[1] : HBO Films,
  - avec la participation de New Line Cinema,
  - en association avec Home Box Office et Village Roadshow Pictures
- Société de distribution : Warner Bros.
- Budget : 100 millions de $[2]
- Pays de production :  États-Unis
- Langue originale : anglais, arabe
- Format[3] : couleur (DeLuxe) - 35 mm / D-Cinema - 1,85:1 (Panavision) - son DTS | Dolby Digital | SDDS
- Genre : comédie romantique, drame
- Durée : 146 minutes
- Dates de sortie[4] :
  - États-Unis, Canada : 27 mai 2010
  - France, Belgique, Suisse romande : 2 juin 2010
- Classification[5] :
  - États-Unis : interdit aux moins de 17 ans (R – Restricted) [Note 1].
  - France : tous publics[6].
  - Québec : tous publics (G - General Rating).
  - Suisse romande : interdit aux moins de 12 ans[7].

## Distribution
Sauf indication contraire, les informations mentionnées dans cette section peuvent être confirmées par la base de données cinématographiques IMDb,  présente dans la section « Liens externes ».
- Sarah Jessica Parker (VF : Martine Irzenski ; VQ : Pascale Montreuil) : Carrie Bradshaw
- Kristin Davis (VF : Élisabeth Fargeot ; VQ : Viviane Pacal) : Charlotte York
- Cynthia Nixon (VF : Marie-Frédérique Habert ; VQ : Catherine Proulx-Lemay) : Miranda Hobbes
- Kim Cattrall (VF : Micky Sébastian ; VQ : Isabelle Miquelon) : Samantha Jones
- Chris Noth (VF : Gabriel Le Doze ; VQ : Alain Zouvi) : Mr Big
- David Eigenberg (VF : Guillaume Lebon) : Steve Brady
- Evan Handler (VF : Pascal Germain) : Harry Goldenblatt
- Mario Cantone (VF : Boris Rehlinger) : Anthony Marantino
- Willie Garson (VF : Georges Caudron ; VQ : Marc-André Bélanger) : Stanford Blatch
- Noah Mills (VF : Stéphane Pouplard) : Nicky
- Kelli O'Hara (VF : Véronique Desmadryl) : Ellen
- David Alan Basche (VF : Constantin Pappas) : David
- Alice Eve : Erin, la nounou
- Lynn Cohen (VF : Marion Game) : Magda
- Neal Bledsoe (VF : Olivier Chauvel) : Kevin

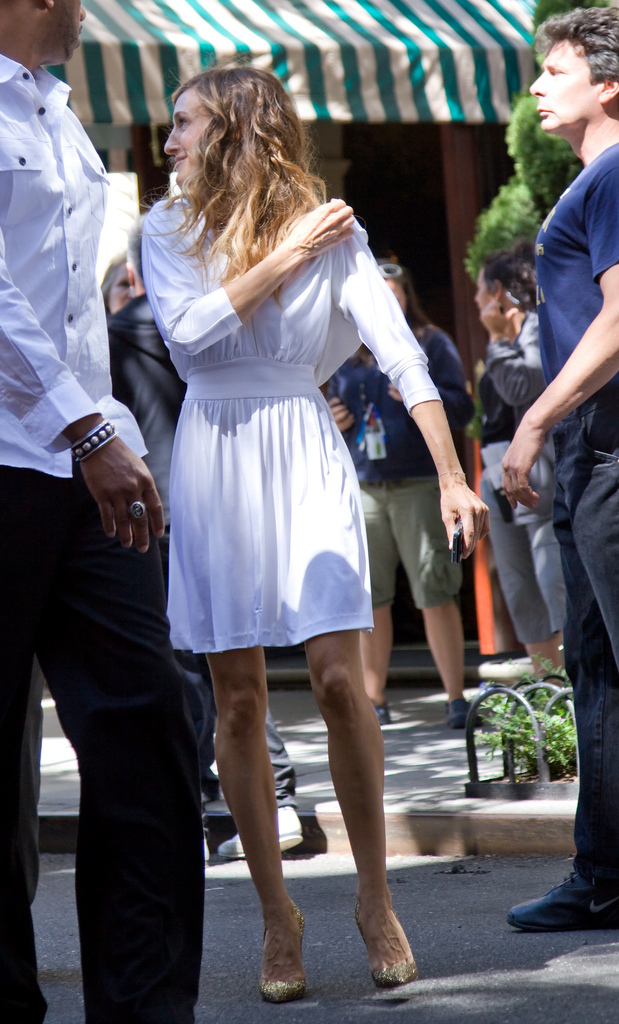
L'actrice principale Sarah Jessica Parker, sur le tournage new-yorkais du film, en novembre 2009.

- Jason Lewis (VF : Axel Kiener) : Jerry « Smith » Jerrod
- Art Malik : le cheikh Khalid
- Dhaffer L'Abidine : Mahmud
- Penélope Cruz (VF : Ethel Houbiers) : Carmen Garcia Carrion
- Omid Djalili (VF : Mostéfa Stiti) : M. Safir
- Raza Jaffrey (VF : Cyrus Atory ; VQ : Martin Watier) : le majordome Gaurau
- John Corbett (VF : Jérôme Keen ; VQ : Antoine Durand) : Aidan Shaw
- Max Ryan (VF : Serge Biavan ; VQ : Jean-Luc Montminy) : Rikard Spirt
- Waleed Zuaiter : Shahib
- Raya Meddine : Annesha
- Megan Boone : Allie
- Ron White : Tom
- Jimmy Palumbo : William, le portier
- Michael T. Weiss : le bel homme au mariage
- Liza Minnelli (VF : Michèle Bardollet) : elle-même
- Miley Cyrus (VF : Camille Donda) : elle-même

 Source et légende : version française (VF) sur RS Doublage , Doublagissimo et selon le carton du doublage français sur le DVD zone 2.

## Bande originale
La chanson phare du film est Everything to Lose de Dido.
| No  | Titre                                                                                                | Producer(s)                          | Durée |
| --- | --- | ------------------------------------ | ----- |
| 1.  | Rapture (performed by Alicia Keys)                                                                   | Salaam Remi                          | 4:47  |
| 2.  | Everything to Lose (performed by Dido)                                                               | - Dido - R. Armstrong - Sister Bliss | 4:28  |
| 3.  | Language of Love (performed by Cee Lo)                                                               | T-Pain                               | 3:59  |
| 4.  | Window Seat (performed by Erykah Badu)                                                               | - Badu - Poyser                      | 4:50  |
| 5.  | Kidda (performed by Natacha Atlas)                                                                   | Reynolds                             | 4:56  |
| 6.  | Euphrates Dream (performed by Michael McGregor)                                                      | McGregor                             | 3:37  |
| 7.  | Single Ladies (Put a Ring on It) (performed by Liza Minnelli)                                        | - Salaamremi.com - Billy Stritch     | 3:13  |
| 8.  | Can't Touch It (performed by Ricki-Lee)                                                              | KNS Productions                      | 2:51  |
| 9.  | Empire State of Mind (Part II) Broken Down (performed by Alicia Keys)                                | - Al Shux - Keys                     | 3:33  |
| 10. | Love Is Your Color (performed by Jennifer Hudson and Leona Lewis)                                    | Salaamremi.com                       | 3:41  |
| 11. | I Am Woman (performed by Sarah Jessica Parker, Kim Cattrall, Kristin Davis and Cynthia Nixon)        | - Salaamremi.com - Ali Dee Theodore  | 2:07  |
| 12. | If Ever I Would Leave You (performed by Sex and the City Men's Choir)                                | Aaron Zigman                         | 2:19  |
| 13. | Sunrise Sunset (performed by Sex and the City Men's Choir)                                           | Zigman                               | 3:42  |
| 14. | Till There Was You (performed by Sex and the City Men's Choir)                                       | Zigman                               | 2:01  |
| 15. | Bewitched, Bothered and Bewildered (performed by Shayna Steele, Jordan Ballard and Kamilah Marshall) | Salaamremi.com                       | 3:26  |
| 16. | Ev'ry Time We Say Goodbye (performed by Liza Minnelli with Billy Stritch)                            | Stritch                              | 4:23  |
| 17. | True Colors (performed by Cyndi Lauper)                                                              | - Lauper - Lennie Petze              | 3:45  |
| 18. | Divas and Dunes (performed by Aaron Zigman)                                                          | Zigman                               | 2:46  |

## Accueil critique
Selon le Hollywood Reporter, « le scénario peint un portrait sévère d'un pays musulman » décrit dans le film comme « misogyne et puritain »[réf. nécessaire].
Pour le journaliste Stephen Barber[Où ?], les quatre femmes sont ouvertement « féministes et contre les principes de l'islam »[réf. nécessaire].

## Distinctions
Entre 2010 et 2011, Sex and the City 2 a été nommé dans diverses catégories,.

### Distinctions 2010
| Évènement                                                   | Catégorie        | Nommé(es) / Résultat                                               | Nommé(es) / Résultat |
| ----------------------------------------------------------- | ---------------- | ------------------------------------------------------------------ | -------------------- |
| National Association of Theatre Owners (ShoWest Convention) | Meilleur casting | Sarah Jessica Parker, Kim Cattrall, Kristin Davis et Cynthia Nixon | Lauréat              |

### Distinctions 2011
| Évènement                                                          | Catégorie                                                          | Nommé(es) / Résultat | Nommé(es) / Résultat |
| ------------------------------------------------------------------ | ------------------------------------------------------------------ | -------------------- | -------------------- |
| Guild of Music Supervisors Awards                                  | Meilleure supervision musicale pour un film                        | Julia Michels        | Nomination           |
| Prix Bambi                                                         | Prix Bambi de la Surprise                                          | Sarah Jessica Parker | Lauréat              |
| Dorian Awards (GALECA: The Society of LGBTQ Entertainment Critics) | Film de l'année destiné à un jeune public (Campy Film of the Year) | Sex and the City 2   | Nomination           |
| People's Choice Awards                                             | Film comique de l'année                                            | Sex and the City 2   | Nomination           |